# Lester Ziffren
Lester Ziffren (Rock Island, Illinois, 30 de abril de 1906 - Nueva York, 12 de noviembre de 2007) fue un periodista, guionista de Hollywood y diplomático estadounidense.
Ziffren egresó del Augustana College de la Universidad de Misuri. Trabajó durante años para la empresa United Press International en Madrid hasta 1937. Se encontraba entre los primeros periodistas que informaron sobre la guerra civil española en 1936. Conoció a Ernest Hemingway en España y se hicieron amigos. Utilizó para su labor periodística un cifrador de mensajes para evitar la censura. Abandonó España justo antes de que llegaran las tropas de Francisco Franco.
El mismo Franco quiso tomar represalias personales contra él, por informar al mundo del golpe de Estado burlando sus controles y censura. 
Al salir de España se estableció en Hollywood, donde consiguió un trabajo como guionista. Más tarde, en 1938, se casó con Edythe L. Wurtzel, con quien tendría su única hija, Didi. Desarrolló su trabajo como guionista en las producciones de un pariente de su esposa, Sol Wurtzel.
Siguió trabajando en el Departamento de Estado de los Estados Unidos, en la embajada de Chile durante la Segunda Guerra Mundial y en la de Colombia más tarde, como agregado de prensa. Volvió a la embajada estadounidense en Chile en 1953, como primer secretario.